# Vương Tích
Vương Tích (chữ Hán: 王績) (585? – 644?), tên tự là Vô Công, hiệu Đông Cao Tử, người ở huyện Long Môn, Giáng Châu cuối thời Tùy đầu đời Đường. Thi nhân thời Sơ Đường, ngày tháng năm sinh của ông có nhiều thuyết khác nhau, thuyết phổ biến cho là năm 585–644.

## Tiểu sử

### Thời nhà Tùy
Theo Tân Đường thi, ông sinh ra trong dòng họ sáu đời làm quan, gia cảnh giàu sang, lúc nhỏ có giao du với Lý Bá, Lữ Tài, hơn 10 tuổi ngao du Trường An, bái kiến Dương Tố, xuất đầu lộ diện trong bữa tiệc lớn, được mọi người xưng tụng "thần tiên đồng tử". Cuối những năm Đại Nghiệp thời Tùy, thi đỗ hiếu liêm, làm quan tới chức Bí thư sảnh Chính tự. Ham thích uống rượu, nhưng không muốn nhậm chức tại kinh đô, bèn đến làm Huyện thừa huyện Lục Hợp, không lo chính sự, uống rượu mỗi ngày, thường bị đàn hặc, lại thêm thấy thiên hạ sắp loạn lạc nên từ quan về nhà.
Sau khi từ quan rồi, Vương Tích mới dắt theo mấy người tôi tớ tới ở trên một cù lao nhỏ ở thôn Hoàng Hà phía bắc, nuôi một bầy gà vịt, trồng một vườn thuốc đê sinh sống. Nhà ông có mười sáu khoảnh ruộng, vài người đầy tớ. Nhà ông tự trồng lúa, tự nấu rượu, tự nuôi gà vịt, tự nấu nướng. Vương Tích cưỡi bò đi dạo khắp nơi, trên đường qua quán rượu là ghé vào uống, nếu gặp một quán rượu vừa ý, thường ở lại liên tiếp mấy này. Ngày thường uống rượu, đọc các sách Chu Dịch, Lão tử, Trang tử để tiêu khiển. Trong nhà ông còn có một người anh tên Vương Thông lấy việc dạy học viết sách làm phận sự, cũng chính là người mà hậu thế gọi là Văn Trung tử, hai anh em rất tương yêu nhau. Vương Tích mỗi khi nhớ anh hoặc ai trong gia đình thì lên thuyền qua sông, về nhà ở vài hôm. Lúc đi lúc về, không buồn không lo.

### Thời nhà Đường
Những năm Vũ Đức thời Đường, trưng tập quan lại cũ của nhà Tùy, Tiết Thu tiến cử Vương Tích làm Môn hạ sảnh Đãi chiếu, ông vui vẻ nhận. Em ông là Vương Tĩnh hỏi: "Chức Đãi chiếu có chỗ nào hay mà hăng hái như thế?", đáp rằng: "Vì theo lệ quan viên ở đó mỗi ngày được cấp ba thăng rượu", Trưởng quan Môn hạ sảnh là Thị trung Trần Thúc Đạt dặn người quản sự "Mỗi ngày chỉ cấp cho Vương tiên sinh ba thăng rượu, e rằng quá ít", vì vậy đặc biệt cấp cho ông mỗi ngày một đấu. Cũng chính vì thế nên một thời người ta gọi Vương Tích là "Đấu tửu học sĩ". Năm Trinh Quán thứ 4 (630), do anh trai là Vương Ngưng đàn hặc đại thần Hầu Quân Tập đắc tội, "anh em họ Vương đều bị bỏ rơi mà không được dùng nữa", Vương Tích lấy cớ có bệnh từ quan về ở ẩn.
Năm Trinh Quán thứ 11 (637), "vì gia cảnh nghèo khó bèn đi ứng tuyển làm quan", đương thời có viên tiểu lại ở Thái nhạc thự là Tiêu Cách, rất giỏi ủ rượu, Vương Tích bèn xin tới làm việc ở Thái nhạc thự. Người chủ quản cảm thấy công việc ở đó không xứng với đáng với thân phận của Vương Tích nên không đồng ý. Nhưng Vương Tích nhất định đòi đi, người chủ quản phải nghe lời, từ đó Vương Tích được uống rượu ngon. Về sau Tiêu Cách chết, vợ Tiêu Cách vẫn kiên trì ủ rượu để cung ứng cho Vương Tích. Không đầy một năm vợ Tiêu Cách cũng chết, Vương Tích vô cùng đau lòng, than thở "Đây chẳng phải là trời muốn ta không muốn cho ta uống rượu ngon sao!", vì thế cáo ốm từ quan về quê.

### Ẩn cư và cuối đời
Ông quyết định cùng với anh là Vương Thông ẩn cư tại Bắc Sơn Đông Cao, tự xưng tên hiệu là Đông Cao tử. Chính trong thời gian này ông đã chuyên tâm vào việc chỉnh lý cách thức, kinh nghiệm ủ rượu của Tiêu Cách, làm một quyển Tửu kinh, lại soạn một quyển sách về những người nấu rượu nổi tiếng từ thời cổ như Đỗ Khang, Nghi Địch, gọi là Tửu phổ, ngoài ra còn mô phỏng bài Tửu đức tụng của Lưu Linh viết bài Túy hương ký. Ông lập một ngôi miếu thờ Đỗ Khang ở phía đông nam nhà ở, lại đắp một pho tượng Tiêu Cách đặt trước bài vị Đỗ Khang, cùng hưởng tế tự. Vương Tích uống rượu có thể uống năm đấu không say, vì thế tự xưng là Ngũ đẩu tiên sinh, lại mô phỏng Đào Uyên Minh viết một thiên Ngũ đẩu tiên sinh truyện về mình.
Năm Trinh Quán thứ 18 (644), "mất tại nhà riêng". Các tác phẩm của ông được Lữ Tài thu thập thành năm quyển, đa phần là tả cảnh điền viên sơn thủy, thuần phác tự nhiên, "có âm hưởng nhạc phủ", tác động nhất định đến sự phát triển lành mạnh của thơ Đường. Dương Thận đời Minh từng nói về ông như sau: "Ẩn tiết ký cao, thi luật hựu thịnh. Cái Vương, Dương, Lô, Lạc chi lạm thương, Trần, Đỗ, Trầm, Tống chi tiên tiên dã". Vương Bột một trong tứ kiệt thời Sơ Đường chính là chắt của ông.
Hơn 30 năm thời Sơ Đường, trên thi đàn vẫn tràn ngập dư phong thời Lương, Trần, chỉ có Vương Tích theo đuổi dấu vết đơn độc thời Tấn Tống không thể tránh khỏi sự cô đơn của Đào Uyên Minh, vì vậy mà ông được hậu thế tán tụng.

## Thơ ca
- Quá tửu gia

Hán Việt:
Thử nhật trường hôn ẩm
Phi quan dưỡng tính linh
Nhãn khan nhân tận túy 
Hà nhẫn độc vi tinh (tỉnh)
Dịch thơ:
Ngày ấy say mờ mịt
Hơi đâu dưỡng tính linh
Mắt thấy người say cả
Làm sao tỉnh một mình
- Đề tửu gia bích

Hán Việt:
Tạc dạ bình thủy tận
Kim triêu ủng tức khai
Mộng trung chiêm mộng bãi
Hoàn hướng tửu gia lai
Dịch thơ:
Đêm trước vò vừa cạn
Sáng nay hủ lại bày
Trong mơ nằm mộng mãi
Quán rượu cứ ra hoài
- Độc chước

Hán Việt:
Phù sinh tri kỷ nhật 
Vô trạng toại không danh
Bất như đa nhưỡng tửu
Thời hướng trúc lâm khuynh
Dịch thơ:
Phù sinh đâu mấy lúc
Không công cũng chẳng danh
Chẳng bằng ủ thêm rượu
Vui rót dưới tre xanh